# メランコリイの妙薬
『メランコリイの妙薬』（メランコリイのみょうやく、原題：A Medicine for Melancholy）は、1959年に刊行されたレイ・ブラッドベリの短編集である。
SF・ファンタジー・ホラーなど特にジャンルを絞らずに収録されているが、「若い油の乗り切った時代の作品だけに、文章にも構成にも、青春のような覇気が満ちている」(菊地秀行による解説)のが特徴。

## 収録作
- 穏やかな一日 In a Season of Calm Weather
- 火龍 The Dragon
- メランコリイの妙薬 A Medicine for Melancholy
- 初めの終わり The End of the Beginning
- すばらしき白服 The Wonderful Ice Cream Suit
- 熱にうかされて Fever Dream
- 結婚改良家 The Marriage Mender
- 誰も降りなかった町 The Town Where No One Got Off
- サルサの匂い A Scent of Sarsaparilla
- イカロス・モンゴルフィエ・ライト Icarus Montgolfier Wright
- かつら The Headpiece
- 金色の目 Dark They Were, and Golden-Eyed
- ほほえみ The Smile
- 四旬節の最初の夜 The First Night of Lent
- 旅立つ時 The Time of Going Away
- すべての夏をこの一日に All Summer in a Day
- 贈りもの The Gift
- 月曜日の大椿事 The Great Collision of Monday Last
- 小ねずみ夫婦 The Little Mice
- たそがれの浜辺 The Shore Line at Sunset
- いちご色の窓 The Strawberry Window
- 雨降りしきる日 The Day It Rained Forever

## 日本語版書誌
- 『メランコリイの妙薬』、吉田誠一訳、早川書房・異色作家短篇集、1961年
- 『メランコリイの妙薬』改訂版、早川書房・異色作家短篇集、1974年
- 『メランコリイの妙薬』新装改版、早川書房・異色作家短篇集、2006年